# Vibras
Vibras é o quinto álbum de estudo do cantor colombiano de reggaeton J Balvin, lançado em 25 de maio de 2018, pela Universal Latin. O álbum foi promovido com cinco singles, incluindo o sucesso internacional "Mi Gente", que foi lançado como o primeiro single do álbum.

## Desenvolvimento
"Mesmo que você não entenda o que estou dizendo, você vai realmente sentir isso. A mesma coisa aconteceu comigo quando eu costumava ouvir música inglesa. Eu não entendia uma palavra. Mas isso me faz sentir ótimo.".

– Balvin falando com a NBC News, sobre o fato de que o álbum foi completamente feito em espanhol.
Em junho de 2017, Balvin, juntamente com o produtor francês e DJ Willy William, lançou o single "Mi Gente". A música tornou-se um grande sucesso comercial, alcançando o número um em mais de trinta países em todo o mundo, incluindo o número três na Billboard Hot 100 dos EUA; permaneceu no gráfico por 35 semanas consecutivas. De acordo com Balvin, ele desenvolveu o conceito para o álbum a partir do momento em que "Mi Gente" começou a "conectar-se com o público ao redor do mundo", querendo fazer uma fusão de diferentes ritmos e ritmos mundiais e refinar a música reggaeton.
Em uma entrevista com Ebro Darden para a Beats 1 Radio na Apple Music em abril de 2018, Balvin descreveu o som do disco como 33% dancehall, 33% R&B e 33% reggaeton. Balvin explicou que muito amor foi colocado no trabalho do álbum e que contém vibrações diferentes, daí o nome, Vibras, "O significado real deste álbum foi o que está acontecendo com a música espanhola que está se tornando global, o fato de que nós fizemos um álbum que as batidas são tão incríveis que você não tem que entender o que dizemos, você só tem que amar as músicas."
Conversando com a NBC News, Balvin explicou como o núcleo do álbum ainda é o reggaeton, mas de acordo com ele você pode apresentar o gênero "de uma forma que as pessoas que não conhecem reggaeton ou não o entendam, se sentiriam bem." O cantor disse ainda que ele voltou às suas raízes, mas também "adicionou um pouco de tempero a ele". Além de William, o álbum apresenta vários outros colaboradores, incluindo os duos de reggaeton Wisin & Yandel e Zion & Lennox, a cantora brasileira Anitta, a mexicana indie-pop Carla Morrison, a cantora de flamenco Rosalía e a cantora de Aruban Jeon.

## Recepção da crítica
| Críticas profissionais | Críticas profissionais |
| Pontuações agregadas   | Pontuações agregadas   |
| Fonte                  | Avaliação              |
| ---------------------- | ---------------------- |
| Metacritic             | 80/100                 |
| Avaliações da crítica  |                        |
| Fonte                  | Avaliação              |
| AllMusic               | [ 3 ]                  |
| The Guardian           | [ 1 ]                  |
| Rolling Stone          | [ 7 ]                  |
| Pitchfork              | 8.0/10                 |

Vibras recebeu críticas em sua maioria favoráveis de críticos de música. O Metacritic, atribui uma classificação morna de 100 a críticas da crítica mainstream, o álbum recebeu uma pontuação média de 80 com base em 4 comentários. Thom Jurek da AllMusic descreveu o Vibras como a tentativa de Balvin de alcançar o público anglófono sem cantar em inglês. Ele escreveu que a ambição do cantor no álbum é "grandiosa" e mais a chamou de "consistente" e "variada" do que seu álbum anterior, Energia (2016), "suas composições, performances e produção são verdadeiramente inspiradas, contribuindo para uma audição extremamente atraente e uma das trilhas sonoras essenciais do verão". Juana Giaimo do The Guardian deu ao álbum quatro de cinco estrelas elogiando sua produção, letras e vocais de Balvin. Ela também elogiou a sonoriade reggaeton no álbum, chamando-a de "suave" e "sensual", "faixas como esta ainda fazem do Vibras perfeito como uma lista de reprodução, mas confirmam que o estilo barulhento de sucessos do reggaeton como 'Gasolina' de Daddy Yankee, está sendo lentamente deixada para trás." Jessica Lehrman da Rolling Stone, escreveu '"Por acaso é um golpe de mestre pan-latim, um conjunto de pop em espanhol com uma vibração profunda o suficiente para torná-lo universal."
Raisa Bruner da revista Time nomeou Vibras o quinto melhor álbum de 2018, escrevendo "[J Balvin] esculpiu um espaço na música mainstream em seus próprios termos; ele não faz concessões para falantes de inglês, ao invés disso serve uma turnê colorida das tendências musicais mais quentes da América Latina". A Billboard classificou-a no número nove em sua lista de fim de ano.

## Desempenho comercial
Vibras alcançou as maiores posições na primeira semana de um álbum latino na Apple Music em todo o mundo, substituindo o álbum Goldende Romeo Santos de 2017. Também conseguiu o recorde de álbum latino mais ouvindo em 24 horas na plataforma de streaming em 2018. Nos Estados Unidos, estreou em primeiro lugar na parada Top Latin Albums em 9 de junho de 2018. De acordo com a Nielsen Music, o disco vendeu 22 mil unidades de álbuns e se tornou o segundo álbum número um de Balvin no ranking, depois de Energia em 2016. Fora do montante inicial, 10.000 cópias de vendas físicas, o que marcou a segunda maior semana de vendas de 2018, atrás apenas do álbum auto-intitulado da CNCO, que vendeu 13.000 cópias. Além disso, Vibras marcou a maior semana de streaming de um álbum latino de um artista; Suas músicas foram reproduzidas 16,1 milhões de vezes. Posteriormente, ele estreou no número 15 na Billboard 200 nos EUA e se tornou seu álbum mais bem apresentado no gráfico.

## Promoção
Para promover ainda mais o álbum, Balvin embarcou em uma turnê mundial. Intitulado Vibras Tour, que se iniciou em 19 de setembro de 2018 em Fresno, Califórnia.

## Lista de canções
| N.º            | Título                            | Compositor(es)                                                                                      | Duração |  |
| 1.             | "Vibras (com Carla Morrison)"     | Marco Efrain Masis · Carla Morrison · José Álvaro Osorio Balvin · Alejandro Ramírez «Sky»           | 1:06    |  |
| 2.             | "Mi Gente (com Willy William)"    | Ashadally Adam · Mohombi Nzasi Moupondo · Osorio · Andres David Restrepo Echavarría · Willy William | 3:05    |  |
| 3.             | "Ambiente"                        | Osorio · Masis · Justin Quiles · Ramírez · José Ángel Rodríguez                                     | 4:08    |  |
| 4.             | "Cuando Tú Quieras"               | Osorio · Jesús M. Nieves Cortés · Masis · Ramírez                                                   | 3:25    |  |
| 5.             | "No Es Justo (com Zion & Lennox)" | Osorio · Cortés · Masis · Féliz Ortíz · Gabriel Pizarro · Ramírez                                   | 4:14    |  |
| 6.             | "Ahora"                           | Osorio · Masis · Jesus M. Nieves Cortez · Ramírez                                                   | 2:39    |  |
| 7.             | "Brillo (com Rosalía)"            | Osorio · Cortés · Masis · Féliz Ortíz · Gabriel Pizarro · Ramírez                                   | 0:53    |  |
| 8.             | "En Mí (Interlude) (Rosalía)"     | Osorio · Masis · Cortés · Ramírez                                                                   | 3:15    |  |
| 9.             | "En Mí"                           | Osorio · Cortés · Ramírez                                                                           | 3:22    |  |
| 10.            | "Peligrosa (com Wisin & Yandel)"  | Osorio · · Juan Luis Morera · Carlos Ortiz · Luis E. Ortiz · Llandel Veguilla                       | 3:22    |  |
| 11.            | "Noches Pasadas"                  | Osorio · Cortés · Masis · Ramírez                                                                   | 3:42    |  |
| 12.            | "Tu Verdad"                       | Osorio · Masis · Luis Miguel Prado · Ramírez                                                        | 3:25    |  |
| 13.            | "Dónde Estarás"                   | Osorio · Masis · Ramírez                                                                            | 3:11    |  |
| 14.            | "Machika (com Jeon e Anitta)"     | Osorio · Larissa de Macedo Machado · Clyde Sergio Narain· Ramírez · Jonathan Bryan Thiel            | 3:09    |  |
| Duração total: | Duração total:                    | Duração total:                                                                                      | 43:44   |  |

## Desempenho nas tabelas musicais

### Posições
| Chart (2016)                                | Maior posição |
| ------------------------------------------- | ------------- |
| Bélgica (Ultratop 200 Flanders)             | 96            |
| Bélgica (Ultratop 200 Wallonia)             | 119           |
| Canadá (Billboard Canadian Albums)          | 40            |
| Espanha (Top 100 Álbumes)                   | 62            |
| Estados Unidos (Billboard 200)              | 15            |
| Estados Unidos (Billboard Top Latin Albums) | 1             |
| França (SNEP)                               | 79            |
| Itália (FIMI)                               | 47            |
| Suécia (Sverigetopplistan)                  | 50            |
| Suíça (Swiss Top 75 Albums)                 | 20            |

## Vendas e certificações
| Região | Certificação       | Vendas/distribuição |
| --- | ------------------ | ------------------- |
| Brasil (ABPD) | Ouro               | 40,000^             |
| EUA (RIAA) | 8x Platina (Latin) | 480,000 ‡           |
| *vendas baseadas apenas na certificação ^distribuições baseadas apenas na certificação ‡dados de streaming baseados somente em certificação |                    |                     |

## Histórico de lançamento
| País   | Data               | Formatos                      | Gravadora       | Ref.                 |
| ------ | ------------------ | ----------------------------- | --------------- | -------------------- |
| Vários | 25 de maio de 2018 | CD Download digital streaming | Universal Latin | [ 27 ] [ 28 ] [ 29 ] |